# Coutouvre
Coutouvre település Franciaországban, Loire megyében. Lakosainak száma 1067 fő (2022. január 1.). Coutouvre Boyer, Vougy, La Gresle, Jarnosse, Montagny, Nandax és Perreux községekkel határos.

## Népesség
A település népességének változása:
| Lakosok száma | 892  | 1084 | 1052 | 1107 | 1106 | 1113 | 1101 | 1082 | 1075 | 1067 |
|               | 1968 | 1982 | 1990 | 2006 | 2013 | 2015 | 2017 | 2019 | 2020 | 2022 |